# Marco Fortes
Pour les articles homonymes, voir Fortes.
Marco Fortes (né le 26 septembre 1982 à Lisbonne) est un athlète portugais, spécialiste du lancer du poids et du disque.

## Carrière
Il est d'origine cap-verdienne.
Au poids, son meilleur lancer était de 20,69 m, record national, pour remporter la médaille d'or des Championnats Ibéro-américains 2010 à San Fernando, son premier résultat sur un podium international depuis sa médaille de bronze aux Championnats d'Europe junior d'athlétisme 2001, tandis qu'au disque, il a lancé à 58,32 m à Seixal en 2009.
Le 18 mars 2012, Marco Fortes remporte la Coupe d'Europe hivernale des lancers 2012 à Bar au Monténégro avec 21,02 m soit un record du Portugal et son premier jet au-delà des 21 mètres.
Il ne repasse la limite de 21 m que le 16 mars 2014 à Leiria en 21,01. En 2015, il lance deux fois à 19,75 dans la même ville. Le 12 juin 2016, il lance le poids à 19,93 m, en s'approchant à nouveau des 20 m.